# Ephesus Regio
L'Ephesus Regio è una struttura geologica della superficie di Miranda.